# Pap Éva (író)
Pap Éva Rozália (Szeged, 1969. április 6. –) magyar regény- és novellaíró.

## Életpályája
Szülővárosában végezte tanulmányait. A Közgazdasági Szakközépiskola után a Juhász Gyula Tanárképző Főiskola hallgatója volt. Tanulmányai befejezését követően a Bartók Béla Művelődési Központ népművelő munkatársa volt. Ez idő alatt rövid ideig újságírással is foglalkozott.
1999-ben házasodott össze Ivkovic-Ivandekic Danijellel, aki szabadkai származású. Egy gyermekük született, Ivkovic Andrej. E többnemzetiségű, bunyevác-magyar családi vonatkozás miatt a szerző erőteljesen kötődik a Vajdasághoz, és arra törekszik, hogy megismerje és megértse az ott élő magyarok életét, múltját, jelenét. Regényei is ezeken a gyakran történelmi helyszíneken, a volt Jugoszlávia területén játszódnak. 
2017-től ír folyamatosan, kezdetben novellákat publikált, amelyek neves irodalmi folyóiratokban jelentek meg: Irodalmi Jelen, Pannon Tükör, Opus irodalmi folyóirat. 
Írástechnikát olyan mesterektől tanul, mint Szélesi Sándor, Péterfy Gergely, Petőcz András. 

## Művei
- És újra felkel a nap (Álomgyár Kiadó, 2020)
- Mielőtt lemegy a nap (Álomgyár Kiadó, 2021)
- Megbocsátás (Álomgyár Kiadó, 2022)

A Megbocsátás című regényének megjelent hangoskönyvváltozata is, amely a Szabadkai Népszínház művészei, Kalmár Zsuzsa és Ralbovszky Csaba hangján hallgatható.

## Publikációk
- Irodalmi Jelen (2020 augusztus)
- Pannon Tükör
- Opus Irodalom Művészet – 2023/1 szám
- RYL Refresh Your Life magazin Serbia

## Értékelések és interjúk
- Örök szerelem nélkül, vagy vele?
- Pap Éva: Mielőtt lemegy a nap
- STUDIA LITTERARIA irodalom- és kultúratudományi folyóirat (222. oldaltól említik a szerző nevét)
- Miért jó az egy nőnek, ha egy másik nőt legyőzhet? Elolvastuk Pap Éva Megbocsátás című regényét
- Pap Évával a naplementében – Összefonódó történetek Szabadkán és Szarajevóban
- Pap Éva, író: Az első bajai könyvbemutatón, az első könyvemmel, bunyevác papucsban

## Podcast
- Pap Éva – Megbocsátás. Könyvben utazom Oláh Andreával

## Díjai és jelölései
- Margó-díjra jelölés